# Roberto Hernández (beisbolista)
Roberto Hernández Heredia, anteriormente conocido como Fausto Carmona, (Santo Domingo, 7 de diciembre de 1983) es un exbeisbolista dominicano. Desempeñándose en la posición de lanzador, jugó en la Major League Baseball entre 2006 y 2016.  
Hernández hizo su debut en Grandes Ligas con los Indios el 15 de abril de 2006. Fue utilizado inicialmente como abridor, pero más tarde en su temporada de novato se convirtió en relevista, y ahora es nuevamente abridor. 
Es conocido por su sinker, y por mostrar un buen control de sus lanzamientos. No lanzó tan excepcionalmente la primera vez que debutó en las ligas menores a los 18 años, pero desde entonces ha desarrollado una recta que puede llegar a 97 mph. También lanza un slider y un cambio, pero sus actuaciones se basa principalmente en su difícil sinker para conseguir los outs limitando al equipo contrario a batear bolas rodadas.
El 10 de abril de 2008, los Indios de Cleveland firmaron a Hernández con una extensión de contrato por cuatro años y $15 millones de dólares hasta el año 2011 con tres opciones individuales del club hasta el año 2014. Además, si los Indios se quedan con las tres opciones subscritas, Hernández podría cobrar hasta 43 millones de dólares.
El 1 de abril de 2011, Hernández hizo su primera apertura de opening day para los Indios de Cleveland. Se hizo historia, ya que Hernández fue el primer lanzador abridor en permitir 10 carreras en el primer partido de un equipo en más de 60 años.

## Carrera

### Temporada 2006
El 15 de abril de 2006, Carmona hizo su debut cuando abrió el partido contra los Tigres de Detroit en el Comerica Park. Lanzó seis entradas, permitió una carrera limpia y ponchó a cuatro. Ganó el juego, su única victoria de la temporada.
El 20 de julio de 2006, el líder de todos los tiempos en salvamentos de los Indios Bob Wickman fue cambiado a los Bravos de Atlanta y Carmona se vio obligado a asumir el papel de cerrador del equipo a pesar de que nunca había salvado un juego en las mayores.
En el lapso de siete días (del 30 de julio al 5 de agosto), Carmona registró cuatro derrotas y echó a perder tres salvamentos para los Indios, incluyendo los walk-off home runs que entregó a los toleteros David Ortiz de los Medias Rojas de Boston y a Iván Rodríguez de los Tigres de Detroit. Poco después, Carmona perdió el papel de cerrador de Tom Mastny.
Después de su desastroso desempeño en el rol de cerrador, Carmona fue degradado a los Buffalo Bisons, equipo clase Triple-A afiliados a los Indios, donde fue colocado de nuevo en el papel de abridor. Fue promovido a Cleveland nuevamente en septiembre, y terminó la temporada como abridor. Carmona terminó la temporada 2006 con un récord de 10-10 y una efectividad de 5.42.

### Temporada 2007
En 2007, Carmona fue originalmente programado para ser el abridor de los Indios y para iniciar la temporada en el equipo filial de ligas menores en Triple-A, Buffalo Bisons. Sin embargo, después de que Cliff Lee se lesionó el abdomen en los entrenamientos de primaveras que le obligaría a perderse al menos las tres primeras semanas de la temporada, los Indios le dieron a Carmona la oportunidad de abrir en el lugar de Lee. En su primera apertura de la temporada el 13 de abril, los Medias Blancas de Chicago lo maltrataron con seis carreras limpias en 4 entradas y un tercio.
Carmona se recuperó rápidamente, manteniendo la potente ofensiva de los Yankees de Nueva York a tan sólo 2 carreras limpias en 6 entradas en su próxima salida. Salió sin decisión, aún, cuando Joe Borowski permitió seis carreras en la novena entrada para darle a los Yankees la victoria. Carmona se puso las pilas y ganó sus siguientes cinco aperturas, permitiendo sólo 5 carreras limpias en 39 entradas. Durante la racha, Carmona venció en dos ocasiones al lanzador estelar Johan Santana en dos ocasiones y en una de sus aperturas contra los Mellizos, el jardinero central Torii Hunter, fue citado diciendo, "No puedo esperar a que nos enfrentemos a lanzadores normales. El sinker de este tipo es prácticamente imbateable". La primera victoria llegó el 24 de abril en Minnesota, cuando Carmona permitió sólo dos carreras limpias en 7 entradas y dos tercios. La segunda salida fue en su estadio el 17 de mayo, cuando Carmona lanzó su primera blanqueada y juego completo, permitiendo sólo cuatro hits a lo largo del camino.
El 25 de julio, Carmona lanzó ocho entradas en blanco contra los Medias Rojas de Boston en la victoria de los Indios 1-0. Terminó la racha con un récord de 5-0. Carmona terminó la temporada 2007 con un récord total de 19-8 con una efectividad de 3.06 en 215 entradas lanzadas.
Carmona recibió serias consideraciones para el premio Cy Young, junto con su compañero CC Sabathia, Josh Beckett de Boston y John Lackey de los Angelinos de Anaheim. Fiel a su forma dominante de la temporada regular 2007, Carmona, en su primera carrera de postemporada en el Juego 2 de la Serie Divisional de la Liga Americana de 2007 contra los Yankees y Andy Pettitte, permitió una carrera limpia en tres hits en nueve entradas en una victoria durante un juego de entradas extras para Cleveland. Terminó cuarto en la votación para el Cy Young de 2007.

### Temporada 2008
Carmona comenzó la temporada 2008 con potencial antes de lesionarse la cadera el 24 de mayo después de correr para cubrir la primera base. Permaneció en la lista de lesionados por dos meses antes de su regreso a la rotación de abridores el 26 de julio.
El 19 de septiembre contra Detroit, Carmona golpeó a Gary Sheffield con un lanzamiento. Los dos intercambiaron palabras mientras Sheffield se dirigía a la primera base con el bate metido en un brazo. Antes del siguiente lanzamiento, Carmona hizo un giro y tiró a primera base. Sheffield comenzó nuevamente a intercambiar palabras con Carmona, y esta vez se dirigió al montículo e indujo una pelea de bancas. Carmona fue visto tirándole varios golpes a la cabeza de Sheffield, dejándolo ensangrentado. Carmona y Sheffield fueron expulsados, junto con el receptor venezolano Víctor Martínez y el segunda base los Tigres Plácido Polanco.

### Temporada 2009
Carmona tuvo una temporada 2009 relativamente buena, abriendo 24 partidos para Cleveland, terminó con récord de 5-12 con 6.32 de efectividad. Ponchó a 79 bateadores en 125.1 entradas. Los Indios terminaron en el cuarto lugar en la División Central de la Liga Americana con un récord de 65-97.

### Temporada 2010
Carmona mejoró notablemente a partir de 2009 y fue honrado con su primera selección al Juego de Estrellas. A partir del 3 de agosto, tuvo un récord de 11-8 con una efectividad de 3.78, ponchó a 77 bateadores en 138 entradas.

### Temporada 2011
El 28 de febrero de 2011, el mánager de los Indios Manny Acta anunció que Carmona había sido seleccionado como su abridor para el partido de la temporada de Cleveland contra los Medias Blancas de Chicago. La apertura del 1 de abril sería su primera salida en un opening day.
Frente a un Progressive Field completamente lleno de 41,721 fanáticos de Cleveland, Carmona comenzó la temporada 2011 para los indios. Carmona se iría en un duelo con el Ace de los Medias Blancas, Mark Buehrle, quien hizo su novena apertura consecutiva en un opening day. Carmona publicó las peores estadísticas en la historia de las Grandes Ligas para un opening day, al convertirse en el primer lanzador abridor en permitir 10 carreras en el primer partido de un equipo. Carmona fue el lanzador perdedor mientras lanzaba 88 lanzamientos en 3.0 innings, permitió 11 hits, entregó 2 jonrones, dio un boleto, con 10 carreras limpias y abandonó el partido con un promedio de carreras limpias de 30.00. Cuando se retiró del juego, fue recibido con abucheos por la fanaticada quienes no estaban seguros de qué esperar en el 2011 de un equipo que perdió 93 partidos durante la temporada anterior.
El 10 de junio de 2011, Carmona golpeó al primera base de los Yankees de Nueva York Mark Teixeira después de entregarle un jonrón en solitario a Curtis Granderson. Ambas bancas salieron al terreno, pero no hubo ningún incidente mayor.

## Premios y momentos resaltantes de ligas menores
- Fue nombrado el Jugador de Ligas Menores del Año de los Indios de Cleveland en 2003 (recibiendo el "Premio Lou Boudreau").[11]

## Acusación de falsificación de identidad
Carmona fue arrestado en la República Dominicana el 19 de enero de 2012, acusado de falsificación de identidad. La policía dominicana informó que su verdadero nombre es Roberto Hernández Heredia y que es tres años mayor de lo que se pensaba. Los Indios colocaron a Carmona en la lista restringida.